# Salonware-Salon-Management-System
Salonware Salon-Management-System (Eigenschreibweise SALONWARE) ist eine Standardsoftware  für Friseurbetriebe, basierend auf dem Ansatz des Cloud Computings. Salonware wird gegen eine monatliche Gebühr als Software as a Service angeboten.

## Unternehmen und Entwicklung
Die Unternehmenssoftware Salonware wurde von dem Unternehmen SALONWARE Regina Grabmeier in Burghausen, Deutschland, entwickelt und ist seit 2009 am Markt erhältlich. Das Entwicklerteam besteht aus freiberuflichen Mitarbeitern aus Deutschland und Österreich. Die Software ist für die tägliche Arbeit im Salon zugeschnitten und kann auch mobil, sowie im Home-Office über einen Internet-Zugang genutzt werden. Das Unternehmen wurde von der Friseurmeisterin Regina Grabmaier gegründet.

## Einsatzzwecke
Die Branchensoftware für Friseurbetriebe dient dem Kundenmanagement, Verwaltung von Mitarbeitern, Arbeitszeiten, Urlaubstagen, Terminen, Produkten, Lagerbeständen, Lieferanten, Dienstleistungen und enthält das Kassensystem. Das Computerprogramm ist in deutscher Sprache verfügbar und wird für Friseurbetriebe in Deutschland und Österreich angeboten. Die Kassenbuch-Daten können in den Formaten Excel bzw. Apache OpenOffice und im sogenannten DATEV Format exportiert werden. So dass die Weiterverarbeitung mit einem Finanzbuchhaltungsprogramm möglich ist oder an einen Steuerberater übermittelt werden kann.

## Software-Architektur
Die Friseursoftware Salonware wird als Webanwendung mit einem Webbrowser über das Internet genutzt. Die Anwendung und die Daten werden auf Webservern in einem Rechenzentrum in Deutschland und in einem Datenbankmanagement-System gespeichert. Die Datenübertragung vom Anwender zum Rechenzentrum ist per SSL verschlüsselt. Eine Installation der Anwendung auf dem Zugangsgerät des Anwenders ist nicht erforderlich. Das Programm ist plattformunabhängig und kann mit einem PC, Mac, Tablet oder Smartphone genutzt werden.

## Kritik
Bei einem Ausfall der Internetverbindung ist die Verwendung der Software unmöglich und führt zum vollständigen Funktionsverlust. Es besteht keine Möglichkeit offline zu arbeiten und gepufferte Bewegungsdaten später nachzubuchen.

## Versionen
Das Salon-Management-System ist in zwei Versionen verfügbar (Stand August 2014) Salonware Express und Salonware Professional.

## Geplante Entwicklungen
Für Einsteiger und Gründer sind Versionen mit einem reduzierten Funktionsumfang geplant.

## Auszeichnungen
Die Friseursoftware ist im Februar 2014 vom Bundesverband IT-Mittelstand e.V. (BITMi) mit dem Gütesiegel „Software Made in Germany“, das unter der Schirmherrschaft des Bundesministeriums für Wirtschaft und Energie vergeben wird, ausgezeichnet worden.

## Namens- und Funktions-Ähnlichkeiten
- In den Niederlanden wird von einem Unternehmen mit Sitz in Paterswolde eine ähnliche Software unter dem Namen „SalonWare“ beworben.[4]
- Die Firma Salonsoftware bietet in den USA unter dem Namen SalonWare eine Variante ihrer Software mit ähnlichen Funktionen[5] an.

## Berichte und Veröffentlichungen über die Software in Fachzeitschriften
- Fachzeitschrift DIREKT MARKETING – das Magazin für kundenorientierte Kommunikation E12453, Nr. 08/2009 „Friseurbetriebe setzen auf Kundenportale“, S. 23.
- Fachzeitschrift FRISEURWELT – Ausgabe Nr. 01/2010 „Software fürs Salon-Management“
- Fachzeitschrift TOP HAIR International Business 08/2010: „Übersicht der Softwarelösungen für Friseurbetriebe“
- Schulbuch „Salon 3000 – Fachbildung für Friseurinnen und Friseure“ des Westermann-Verlags (1. Auflage – Juni 2010), Kapitel 3.1 Terminplanung, S. 192 und Kapitel 3.6 Inventur, S. 197.
- Handwerk-Magazin, Sonderausgabe „Gründer“ B9636/2012/2: „Neue Cloudservices für das Handwerk“, S. 51.
- Fachzeitschrift TOP HAIR International Business 08/2012: „Was gibt´s Neues bei Kassen-Software? René Krombholz gibt einen Überblick“ Seite 11, 12 und 13
- Handwerk-Magazin, Sonderausgabe „Handwerk Digital“ 10/2012: „Softwareangebote: Neueste Cloudservices für das Handwerk“, S. 47.
- Handwerk-Magazin, Sonderausgabe „Gründer“ B9636/2013/2: „Neue Cloudservices für das Handwerk“, S. 47.
- Fachzeitschrift TOP HAIR International Business 08/2012: „Übersicht der aktuellen Kassen-Softwarelösungen“
- Fachzeitschrift TOP HAIR International Business 08/2013: „Vergleich der Branchenlösungen für Friseurbetriebe“
- Fachzeitschrift TOP HAIR International Business 02/2014: „Vergleich der Online-Terminbuchungssysteme für Friseurbetriebe“
- Fachzeitschrift TOP HAIR International Business 08/2014: „Mobile Zahlen“